# Folkeparken (Roskilde)
Folkeparken er en folkepark i Roskilde og byens største offentlige park, beliggende centralt i den indre by. Den grænser op til to andre parker; Berte Margrethe Anlægget og Klostermarken.

## Historie
Området blev oprindeligt brugt til græsning af Roskilde Kloster. Klostret havde over 1.000 hektar jord, og var en af de største jordejere i Roskilde. Klostrets gård, Ladegården, lå tæt ved, hvor Roskilde Bibliotek ligger i dag.
I 1819 etablerede klostret 3 ha. park på en del af deres jord. Parken indeholdt flere kunstige søer, der var blevet etableret som fiskedamme allerede i 1700-tallet. Parken blev skabt for klostrets konventualinder, men den var også åben for andre af byens borgere. En mindre del af parken, Møstingholm, der lå på en lille halvø ved en af søerne, havde dog kun adgang for beboerne på klostret. Møstingholm var opkaldt efter Christiane Møsting, der havde været priorinde på klostret i perioden 1797-1820. Dette parkanlæg hed oprindeligt Plantagen, i dag hedder det Klostermarken. 
I 1904 besluttede Roskilde Kloster at fordoble parkens areal. Udvidelsen var færdig i 1906, og var designet af E. Galschiøtt, og her blev flere af de tidligere fiskedamme genetableret efter de var tørret ud. Den nye del fik navnet Berte-Margrethe Anlægget til minde om Berte Skeel og Margrethe Ulfeld, der grundlagde klostret.
Mellem 1908 og 1923 købte byen omkring 50 ha. land fra klostret med henblik på at sælge det som en del af byudviklingen, hvor private kunne opføre huse. I 1934 besluttede byrådet at etablere Folkeparken på en del af dette område. Parken blev designet af landskabsarkitekten Carl Theodor Sørensen. I 1950 købte Roskilde Kommune Klostermarken og Berte Margrete Anlægget af klostret.

## Amfiteater
Folkeparken indeholder et amfiteater, som bliver brugt til koncerter og teateropførelser i løbet af sommeren..

## Kunst
Ved indgangen til Klosterengen står Frøspringvandet. Det blev skabt af den lokale kunstner Karl Glenn.
Inde i parken står skulpturgruppen Ugens syv dage, der blev skabt af Morten Nielsen og givet til parken som en gave fra Nordea i Roskilde.